# Частоостровский сельсовет
Частоостровский сельсовет — сельское поселение в Емельяновском районе Красноярского края.
Административный центр — село Частоостровское.

## Население
| 2010 | 2012  | 2013  | 2014  | 2015  | 2016  | 2017  |
| ---- | ----- | ----- | ----- | ----- | ----- | ----- |
| 2107 | ↗2158 | ↗2219 | ↗2250 | ↘2231 | ↗2252 | ↗2257 |

## Состав сельского поселения
В состав сельского поселения входят 6 населённых пунктов:
| № | Населённый пункт | Тип населённого пункта       | Население |
| - | ---------------- | ---------------------------- | --------- |
| 1 | Барабаново       | деревня                      | ↘125      |
| 2 | Кубеково         | деревня                      | 303       |
| 3 | Куваршино        | деревня                      | 207       |
| 4 | Серебряково      | деревня                      | 176       |
| 5 | Худоногово       | деревня                      | 13        |
| 6 | Частоостровское  | село, административный центр | 1283      |

До 1994 года в состав сельсовета входила деревня Шивера, включённая в административно-территориальное подчинение администрации Железногорска Законом Красноярского края от 4 октября 1994 года № 3-51.

## Местное самоуправление
Частоостровский сельский Совет депутатов
Дата избраниямарт 2010. Срок полномочий: 5 лет
Глава муниципального образования
- Большакова Нина Федоровна. Дата избрания: март 2010. Срок полномочий: 5 лет